# Russkiye Mountains
Die Russkiye Mountains (russisch Горы Русские Gory Russkije, deutsch ‚Russisches Gebirge‘) ist eine weit verstreute Gruppe von Bergen und Nunatakkern im ostantarktischen Königin-Maud-Land. Sie ragen zwischen der Hoelfjella und Sør Rondane auf.
Norwegische Kartographen kartierten sie anhand von Luftaufnahmen, die zwischen Dezember 1958 und Januar 1959 bei der Dritten Norwegischen Antarktisexpedition (1956–1960) entstanden. Russische Wissenschaftler, die ab März 1959 auf der Lasarew-Station tätig waren, erkundeten sie ebenfalls und gaben ihnen ihren Namen. Diesen übertrug das Advisory Committee on Antarctic Names im Jahr 1971 in einer Teilübersetzung ins Englische.